# Judith Forca
Judith Forca Ariza (Sabadell, 7 de junho de 1996) é uma jogadora de polo aquático espanhola.

## Carreira
Forca fez parte da equipe da Espanha que finalizou na quinta colocação nos Jogos Olímpicos de 2016, no Rio de Janeiro. Nos Jogos Olímpicos de Verão de 2024, em Paris, conquistou a medalha de ouro no torneio feminino do polo aquático, após vencer confronto na final contra a equipe australiana por 11–9.